# Åkersork
Åkersork (Microtus agrestis) är en art i underfamiljen sorkar. Åkersorken är växtätare med ett stort utbredningsområde i Palearktis men dess population kan variera kraftigt över åren. Den placerar boet ovan jord men gräver också gångar under marken. 

## Utseende
Åkersorken är 80-135 millimeter lång med en 20-50 millimeter lång svans. Svansen upptar alltså mindre än en tredjedel av kroppslängden. Honor väger upp till 40 gram och hanar upp till 70 gram. Pälsen är gråbrun på ovansidan, ljusare vid sidorna och gråaktig på undersidan. Även fötterna är grå.

## Utbredning och systematik
Åkersorken har ett stort utbredningsområde som sträcker sig från Portugal och Spanien i västra Europa och vidare österut till Bajkalsjön och Jakutsk i sydöstra Sibirien. Arten förekommer över hela Storbritannien och merparten av kontinentala Europa men saknas på Island, Irland och i allra sydligaste Europa. Populationen vid Medelhavet kan utgöra en egen art men fler taxonomiska studier krävs för att bekräfta detta. I Norden saknas den bara på Gotland.
Underarterna M. a. levernedii (södra Europa) och 
M. a. rozianus (norra Portugal) listas ibland som arter.
Sorkpopulationen kan variera kraftigt över åren. I exempelvis Sverige toppas cyklerna ofta vart tredje eller vart fjärde år.

## Ekologi

### Habitat
Åkersorken lever i ett flertal miljöer, i skogstrakter, på skoglösa slätter, stränder, odlad mark och fjällhedar. Den håller gärna till i fuktiga biotoper, även om fuktig miljö inte är ett nödvändigt krav.

### Föda
Sommartid äter åkersorken framför allt gräs och örter. På vintern äter den mest bark och skott på såväl plantor som vuxna träd av främst asp, sälg, rönn och vårtbjörk, men även på tall och contortatall, ibland även på granplantor. Sällan ingår insekter i födan.

### Fortplantning

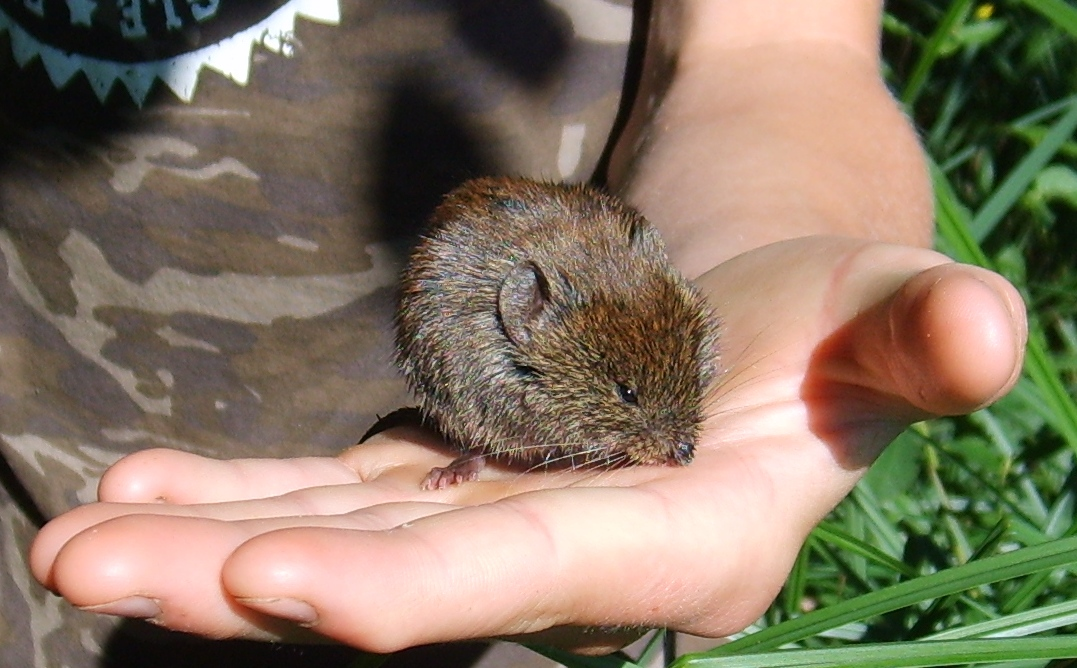
En vuxen individ.

Den placerar vanligen boet ovan jord och det byggs av gräs, mossa och jord. Boet kompletteras med gångar under jorden.
Åkersorken parar sig i regel mellan april och september och lite tidigare i sydliga trakter. Kullen består ofta av fyra till fem ungar. Kullstorleken blir större längre norrut. Honor kan ha upp till fyra kullar per år. När ungarna föds efter 18 till 22 dagar dräktighet är de nakna, blinda, döva och väger cirka 2,2 g. Efter 12 till 21 dagar slutar honan ge di. Honor blir könsmogna efter ungefär fyra veckor. Honor som föds under våren kan ha en egen kull samma år. De flesta åkersorkar lever maximalt 20 månader och bara ett fåtal överlever sin andra vinter. I fångenskap förekommer det individer som levt upp till 39 månader.

## Åkersork och människan

### Hot och status
Det finns inga kända hot mot populationen och populationsutvecklingen anses vara stabil. IUCN listar därför arten som livskraftig (LC).

### Namn
På bygdemålet i Pite älvdal kallas den päråwann och på Skelleftemål bara wann.